# ジェスロ・タル
ジェスロ・タル（Jethro Tull）は、イングランド出身のロックバンド。
時代の変遷に合わせて様々な形態を取り込み進化していった、1960年代末以降におけるロック・ミュージックのルーツを持つバンドの一つ。また、ロックにフルートを持ち込んだことでも知られ、デビュー当初から独自の存在感を放っていた。世界での売り上げ枚数は6000万枚を超えている。

## 略歴

### 1960年代
1967年、ブルース・バンド「ジョン・エヴァンズ・スマッシュ」の元メンバーだったイアン・アンダーソンとグレン・コーニックを中心に結成。翌年にアルバム『日曜日の印象』でデビュー。このアルバムは、全英10位にチャートインし、その年の『メロディ・メイカー』誌の人気投票で、ビートルズに次ぐ第2位を獲得し注目される。
結成当時のラインナップは、イアン・アンダーソン(Vo/flu)、ミック・エイブラハムズ(G/Vo)、グレン・コーニック(B)、クライヴ・バンカー(Ds)の4人。結成当時はイアン・アンダーソンに並んでミック・エイブラハムズの影響力も大きく、ブルース・ロック色が濃い作品だった。だがブルース・ロックの範疇に収まらないジャズや、ブリティッシュ・トラッドといった別種の泥臭いフィーリングを含んだ曲もあり、他のブルース・ロック・バンドとは一線を画するものであった。
デビュー・アルバム『日曜日の印象』リリース直後に、ミック・エイブラハムズが脱退するが、ローリング・ストーンズが製作したTVショー『ロックンロール・サーカス』への出演が決まっていたため、1968年12月にアース（後にブラック・サバスと改名してデビュー）のギタリスト、トニー・アイオミを引き抜き、『ロックンロール・サーカス』の収録を乗り切る。この仕事のみでトニー・アイオミは脱退してアースに復帰することとなり、最終的にはゲッセマネというバンドのギタリストであったマーティン・バー（イギリス人なので”バレ”ではなく”バー”と発音する）を加入させ、セカンド・アルバム『スタンド・アップ』をリリースする。ブルース以外にも音楽性を大きく拡大させたこのアルバムは全英第1位となる。中でもバッハの楽曲をジャジーかつアーシーにアレンジしたインスト曲「ブーレ」は注目を集めた。

### 1970年代

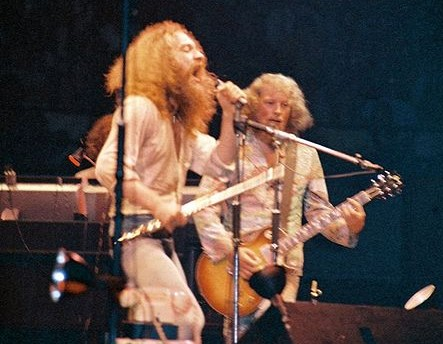
左イアン・アンダーソン(Vo/flu) 右マーティン・バレ(G) 1973年

続くアルバム『ベネフィット』はアメリカでも11位とヒットを記録し、さらに脚光を浴びた。この時期、同じクリサリス・レコードに所属するバンドだったトラフィック、テン・イヤーズ・アフター、プロコル・ハルムなどと共にブリティッシュ・ロックの世界的な位置づけを確定させた。
その後グレン・コーニックが脱退するが、バンドは文学的な気品とリリシズムを毒々しいユーモアと盤石のテクニックで演出したプログレッシブ・ロックで人気を拡大していき、『アクアラング』（1971年）からこの方向性が顕著となる。同アルバムは英米両国のアルバム・チャートでトップ10入りを果たし、アメリカ・ツアーも大成功を収めた。
その後クライヴ・バンカーの脱退、バリモア・バーロウの加入を経て、『ジェラルドの汚れなき世界』（1972年）、『パッション・プレイ』（1973年）というアルバム全体が一曲という大胆な大作で全米1位を獲得する。技術や創造力を必要とする性質上、グループの結束力は強かったが結成10年頃よりメンバーの入れ替わりが多くなった。
1979年、アルバム『ストームウォッチ〜北海油田の謎』発表後のツアーにフェアポート・コンヴェンションのデイヴ・ペグが参加して、ペグは1990年代中期までジェスロ・タルの正式メンバーとなる。

### 1980年代以降 - 活動停止

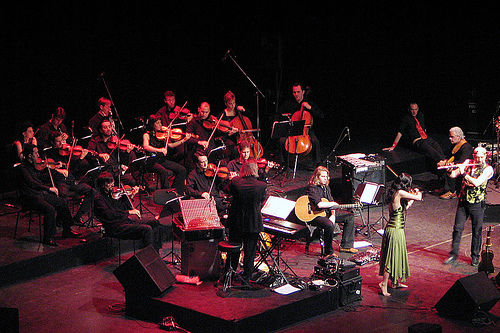
ハンガリー・ブダペスト公演 (2006年)

1980年、イアン・アンダーソンはエディ・ジョブソンらと共に初のソロ・アルバムを制作しようとするが、最終的にはジェスロ・タル名義のアルバム『A』としてリリースされた。
2003年、クリスマス・アルバム『The Jethro Tull Christmas Album』をリリース。これ以降、新たなスタジオ・アルバムの発表が途絶え、ライブを中心に活動。
2011年、バンド活動が事実上の停止。2014年にイアン・アンダーソンは、無期限停止を公表した。

### 活動再開
2017年9月、イアン・アンダーソンは、バンドのファースト・アルバム『日曜日の印象』の50周年を記念して、2018年に新しいスタジオ・アルバムをレコーディングするためのツアー計画を発表し再始動。ラインナップは2012年以来、イアン・アンダーソンのソロ・バンドのメンバーであったミュージシャンを含んでいる。同年3月1日から予定通り、ワールド・ツアーを開始する。
そして2022年初頭、約18年ぶりのオリジナルアルバム『ザ・ゼロット・ジーン』をリリースした。

## スタイル
｢ジェスロ・タル」というバンド名は、18世紀イギリスの農学者の実名に由来している。当時彼らはロンドンの複数のクラブに出演していたが、必ず1回で仕事を打ち切られて継続的に出演の予約を取るのが難しかったため、次々に名前を変えて別のバンドのふりをすることで食いつないでいたという。バンド名はエージェントの思いつきで決められていたが、あるとき歴史マニアのエージェントが農学者の名前にちなんで「ジェスロ・タル」と命名した。たまたまこのバンド名で出演していた時に、クラブの支配人に気に入られて継続出演が決まったため、それ以降も同名で通すようになり定着した。
ローランド・カークに影響を受けたイアン・アンダーソンのフルートを中心にパントマイム劇を取り入れたライブも好評だった。幻想的なサウンドや複雑なコンセプトを持ったアルバム作りなどから、プログレッシブ・ロックのジャンルに括られることが多い。

## 来日
日本では欧米に比べ、一般的な知名度こそ低いものの熱烈なファンも少なくなく、2005年までに4回の来日を果たしている。2013年のイアン・アンダーソン来日公演では、アルバム『ジェラルドの汚れなき世界』の完全再現ライブを実施した。

## 補足
- 当初ギタリストでありながら、プロデューサーの意向でミック・エイブラハムズをギターヒーローに祭り上げるためにギターを取り上げられたイアンであったが、何とかミックからスポットライトを奪おうと、ギター以外の楽器を持つことを思い立つ。そこで楽器屋に行き、最初はヴァイオリンを購入するつもりだったのだがフルートが目に付き、店員に「ヴァイオリンとフルート、どっちが簡単かな?」と聞いたところ「フルートかなぁ｣という返事が返ってきたので急遽購入する楽器にフルートを選んだ。

- 1989年にグラミー賞ベストHR/HM部門が新設された。そして数あるHR/HMバンドがある中、何故かジェスロ・タルのアルバム『クレスト・オブ・ア・ネイヴ』がノミネートされ、有力候補であったメタリカ『メタル・ジャスティス (...And Justice For All)』を差し置いて受賞。物議を醸したことがある。当のイアン・アンダーソンも「アルバムは上出来だったが、これがHR/HMだとは自分も思わない」と、受賞が意図不明だった説明をしている[14]。

## メンバー
※2025年1月時点

### 現ラインナップ
- イアン・アンダーソン (Ian Anderson) - ボーカル/フルート/他 (1967年- )
- ジャック・クラーク (Jack Clark) - ギター (2024年- )
- ジョン・オハラ (John O'Hara) - キーボード (2007年-2011年, 2017年- )
- デイヴィッド・グーディア (David Goodier) - ベース (2007年-2011年, 2017年- )
- スコット・ハモンド (Scott Hammond) - ドラムス (2017年- )

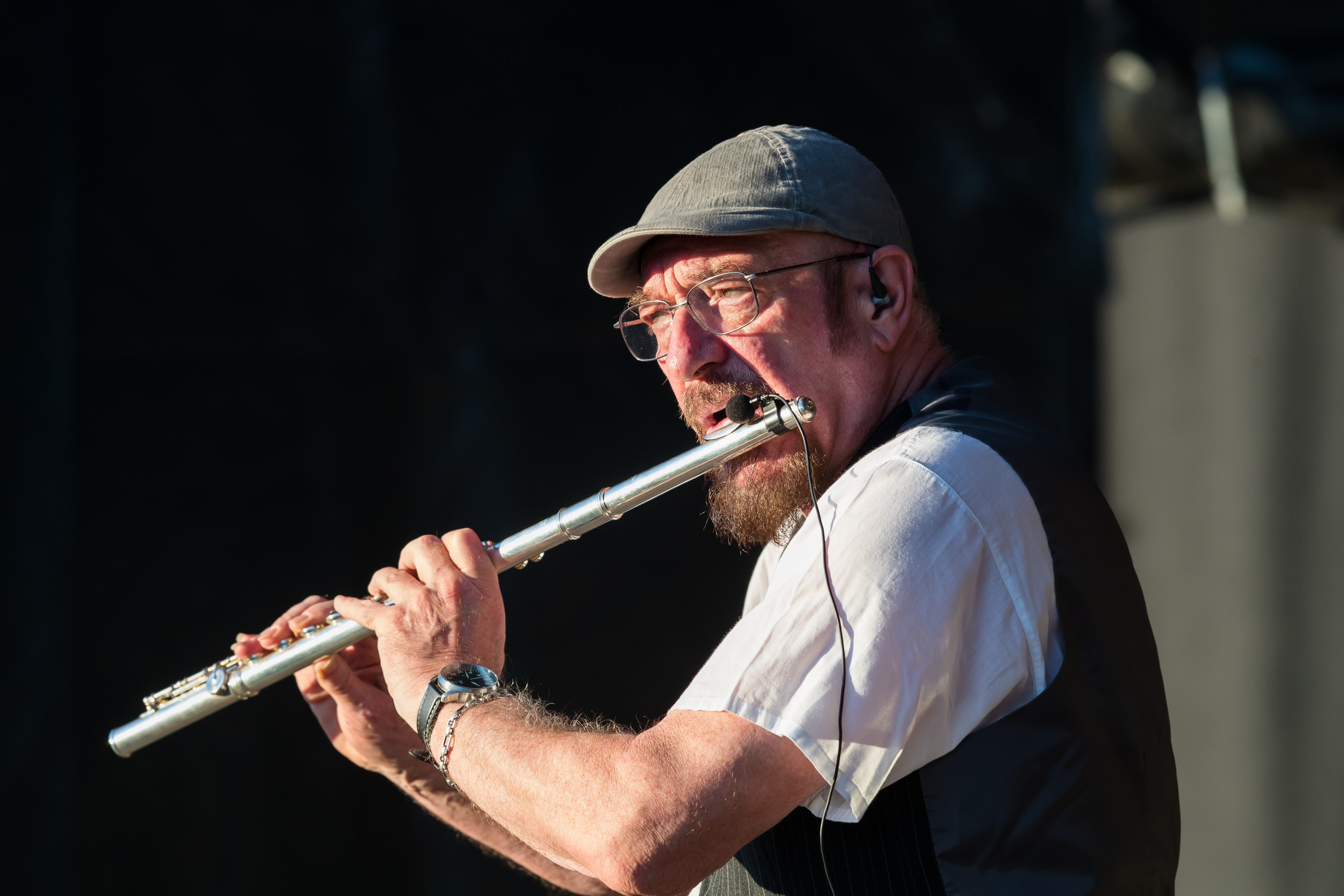
イアン・アンダーソン(Vo/flu) 2017年
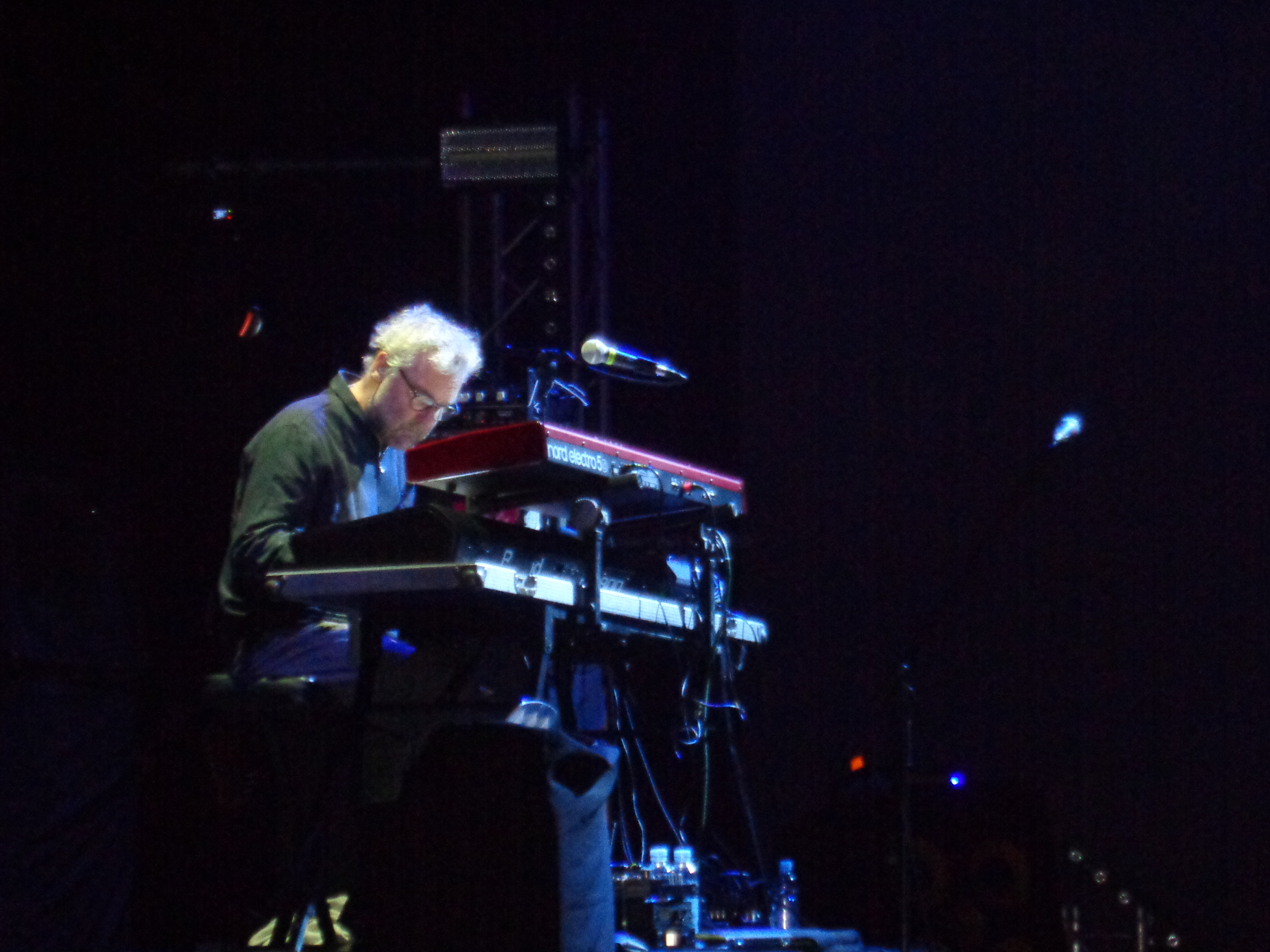
ジョン・オハラ(Key) 2018年
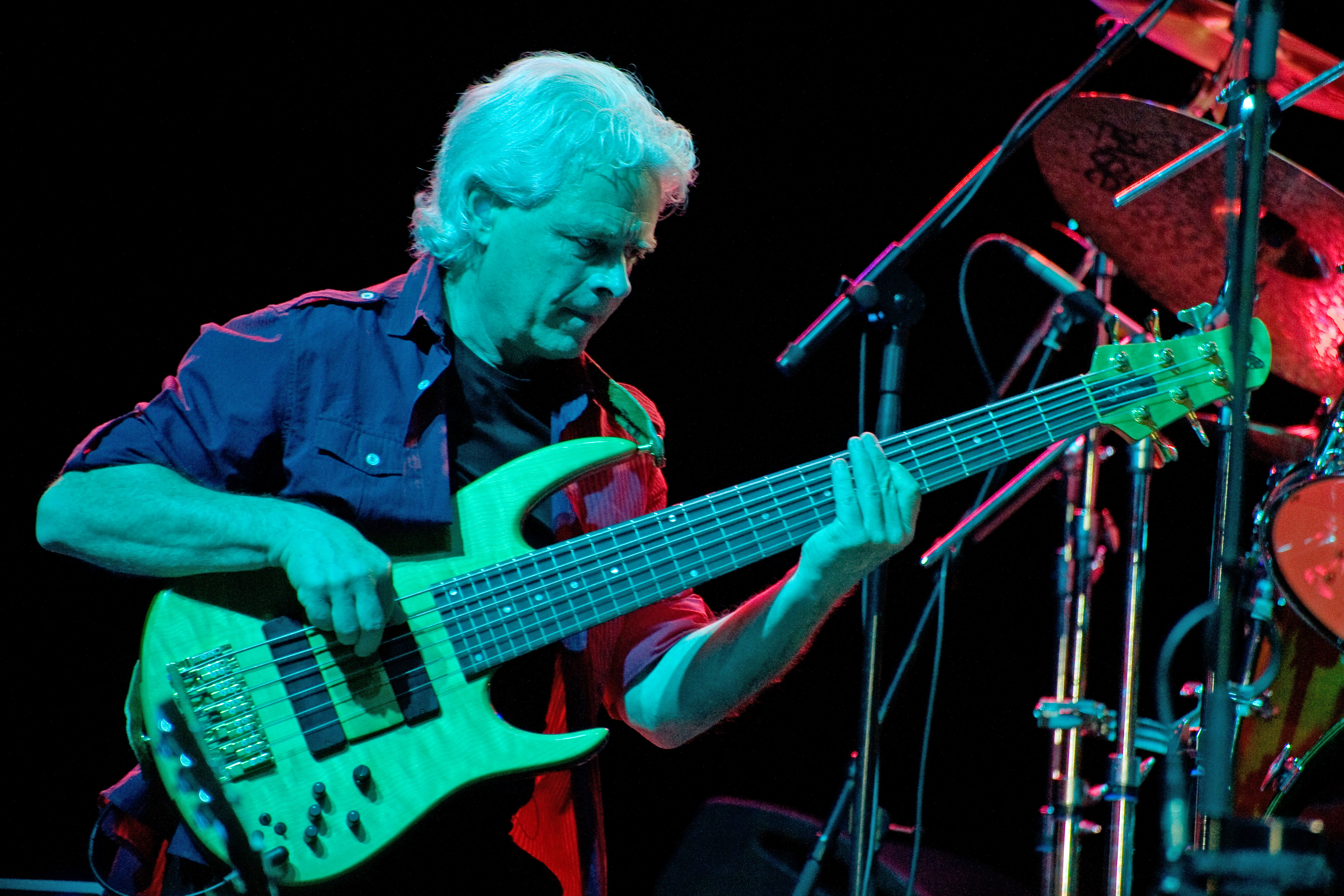
デイヴィッド・グーディア(B) 2010年
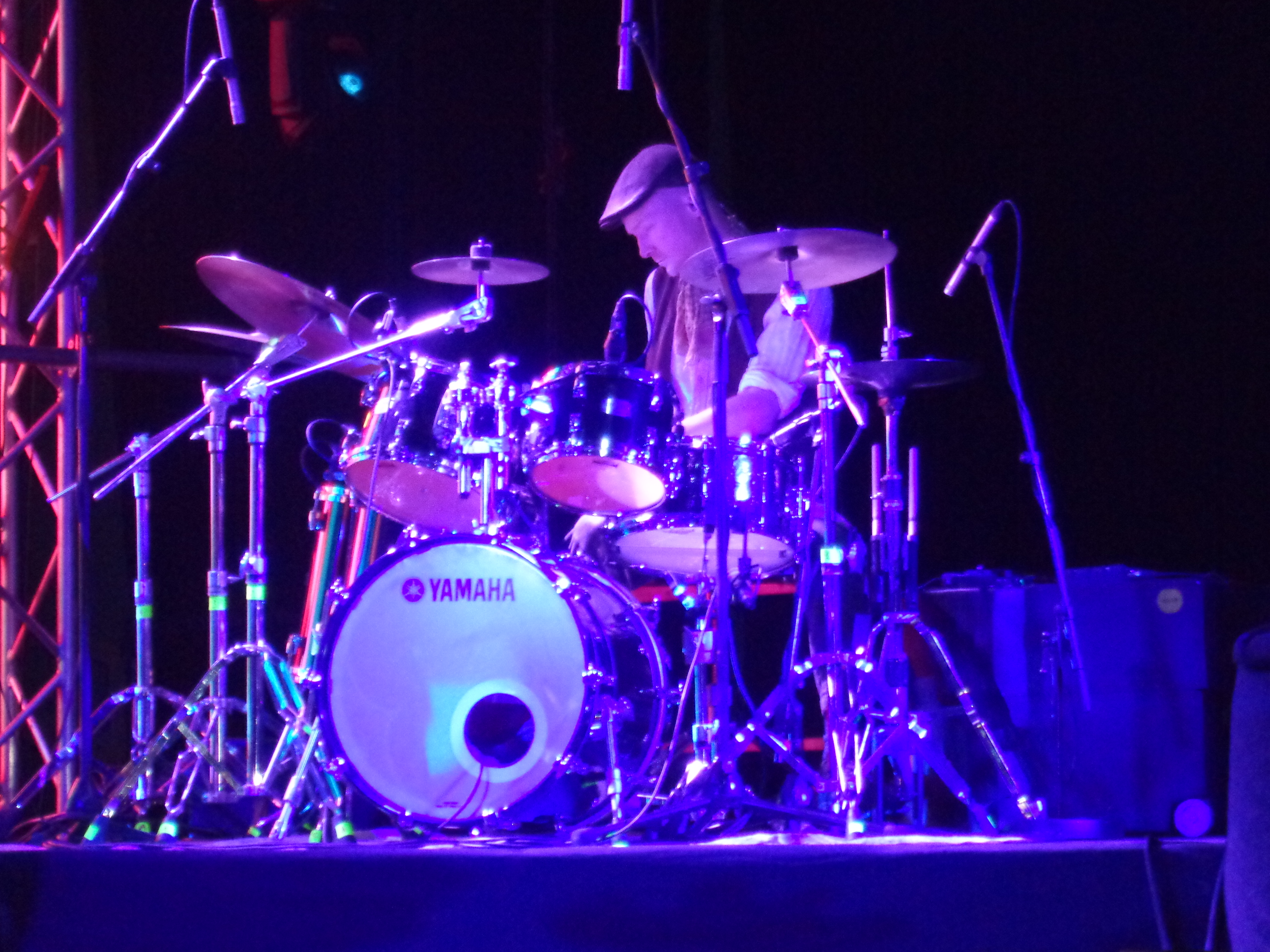
スコット・ハモンド(Ds) 2018年

### 旧メンバー
- ミック・エイブラハムズ (Mick Abrahams) - ギター、ボーカル (1967年-1968年)
- グレン・コーニック (Glenn Cornick) - ベース (1967年-1970年) ※2014年死去
- クライヴ・バンカー (Clive Bunker) - ドラムス (1967年-1971年)
- トニー・アイオミ (Tony Iommi) - ギター (1968年)
- マーティン・バー (Martin Barre) - ギター (1969年-2011年)
- ジョン・エヴァン (John Evan) - キーボード (1970年-1980年)
- ジェフリー・ハモンド (Jeffrey Hammond) - ベース (1971年-1975年)
- バリモア・バーロウ (Barriemore Barlow) - ドラムス (1971年-1980年)
- ジョン・グラスコック (John Glascock) - ベース、ボーカル (1975年-1979年) ※1979年死去
- デヴィッド・パーマー (Dee Palmer) - キーボード (1977年-1980年)
- デイヴ・ペグ (Dave Pegg) - ベース、ボーカル (1979年-1995年)
- マーク・クレイニー (Mark Craney) - ドラムス (1980年-1981年) ※2005年死去
- ピーター＝ジョン・ヴェテッシ (Peter-John Vettese) - キーボード (1982年-1986年, 1989年)
- ジェリー・コンウェイ (Gerry Conway) - ドラムス (1982年, 1987年-1988年)
- ドーン・ペリー (Doane Perry) - ドラムス (1984年-2011年)
- マーティン・アルコック (Maartin Allcock) - キーボード、ギター (1988年-1991年)
- アンドリュー・ギディングス (Andrew Giddings) - キーボード、ベース (1991年-2007年)
- ジョナサン・ノイス (Jonathan Noyce) - ベース (1995年-2007年)
- フローリアン・オパーレ (Florian Opahle) - ギター (2017年-2019年)
- ジョー・パリッシュ (Joe Parrish) - ギター (2020年-2024年)

## 日本公演
- 1972年

7月17日 大阪厚生年金会館 、19日 新宿厚生年金会館
- 1974年

8月17日 大阪厚生年金会館、18日 名古屋市公会堂、23日,28日 NHKホール
- 1993年

9月22日 渋谷ON AIR EAST
- 2005年

5月11日,12日 渋谷公会堂

## ディスコグラフィ
スタジオ・アルバム
- 『日曜日の印象』 - This Was (1968年)
- 『スタンド・アップ』 - Stand Up (1969年)
- 『ベネフィット』 - Benefit (1970年)
- 『アクアラング』 - Aqualung (1971年)
- 『ジェラルドの汚れなき世界』 - Thick as a Brick (1972年)
- 『パッション・プレイ』 - A Passion Play (1973年)
- 『ウォーチャイルド』 - War Child (1974年)
- 『天井桟敷の吟遊詩人』 - Minstrel in the Gallery (1975年)
- 『ロックンロールにゃ老だけど死ぬにはチョイと若すぎる』 - Too Old to Rock 'n' Roll: Too Young to Die! (1976年)
- 『神秘の森〜ピブロック組曲』 - Songs from the Wood (1977年)
- 『逞しい馬』 - Heavy Horses (1978年)
- 『ストームウォッチ〜北海油田の謎』 - Stormwatch (1979年)
- 『A』 - A (1980年)
- 『ザ・ブロードスウォード・アンド・ザ・ビースト』 - The Broadsword and the Beast (1982年)
- 『アンダー・ラップス』 - Under Wraps (1984年)
- 『クレスト・オブ・ア・ネイヴ』 - Crest of a Knave (1987年)
- 『ロック・アイランド』 - Rock Island (1989年)
- 『キャットフィッシュ・ライジング』 - Catfish Rising (1991年)
- 『ルーツ・トゥ・ブランチズ』 - Roots to Branches (1995年)
- J-Tull Dot Com (1999年)
- 『ザ・ジェスロ・タル・クリスマス・アルバム』 - The Jethro Tull Christmas Album (2003年)
- 『ザ・ゼロット・ジーン』 - The Zealot Gene (2022年)
- 『ロックフルーテ』 - RökFlöte (2023年)
- 『キュリアス・ルミナント』 - Curious Ruminant (2025年)